# Соловьиный сверчок
Соловьи́ный сверчо́к (лат. Locustella luscinioides) — вид певчих птиц из семейства сверчковых (Locustellidae).

## Описание
Соловьиный сверчок достигает длины 14 см и весит 12—24 г. Хвост широкий, закруглённый. Оперение абсолютно коричневое, без узора. Бровь неясная и короткая.

## Распространение
Соловьиный сверчок распространён от Западной Европы до Урала. 140 000—370 000 гнездящихся пар обитают, прежде всего, в России, Румынии и Венгрии. Птице нужны протяжённые водные пространства богатых питательными веществами озёр и болот. Здесь старый тростник служит ей местом укрытия. Она избегает сильно заросшие кустарником площади.
Соловьиный сверчок зимует в Сахеле, совершая перелёт, прежде всего, ночью.

## Поведение
Соловьиный сверчок живёт менее скрытно, чем обыкновенный сверчок. Он кричит при опасности коротко «цик», у гнезда «пит». Пение значительно глубже, чем пение обыкновенного сверчка, и имеет более короткие строфы, которые часто сопровождаются более короткими, набирающими скорость элементами «тик-тиктиктик… ёрр». Когда соловьиный сверчок пугается, он падает, вытянув кверху шею и поджав хвост.

## Питание
Соловьиный сверчок ищет насекомых и пауков в тростнике, при этом он карабкается, часто при помощи крыльев, по стеблю вверх или сидит, ухватившись лапками, между двумя стебельками.

## Размножение

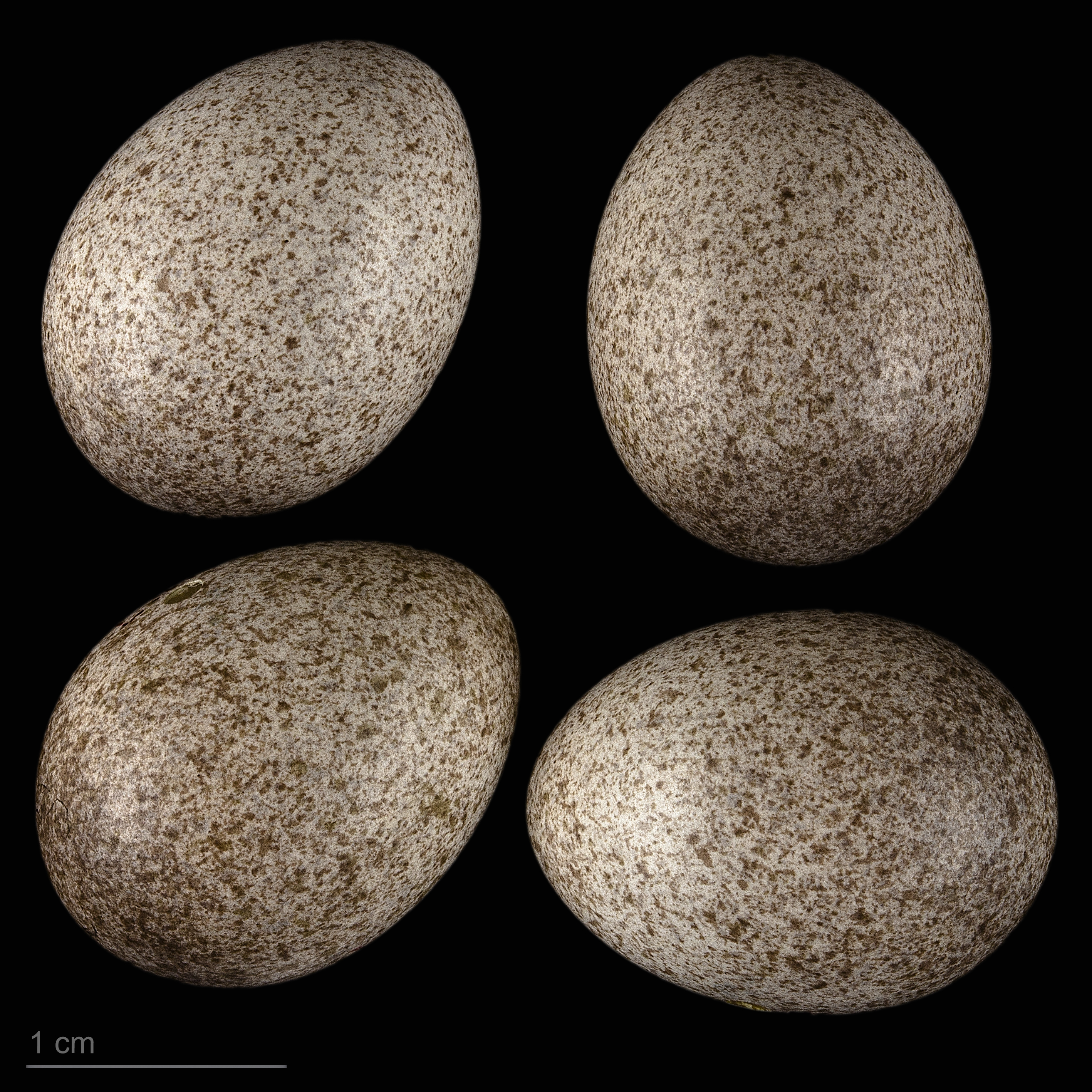
яйцо Locustella luscinioides - Тулузский музеум

Соловьиный сверчок гнездится дважды с мая по июнь в протяжённых зарослях камыша. Он строит большое, частично крытое гнездо из стебельков и листьев камыша в гуще камыша прямо над водой.